# Лави, Инбар
Инбар Лави (англ. Inbar Lavi; род. 27 октября 1986, Рамат-Ган, Израиль) — израильско-американская актриса. Наиболее известна по роли Евы в сериале «Люцифер».

## Биография
Инбар Лави родилась 27 октября 1986 года в городе Рамат-Ган, Израиль. Лави изучала балет и современные танцы в средней школе Кирьят Шарет в Холоне. Затем она изучала актёрское мастерство в школе Софи Московиц в Тель-Авиве. В 2004 году она переехала сначала в Нью-Йорк, а затем в Лос-Анджелес, где начала свою карьеру. Позировала для журналов «Sports Illustrated», «Maxim», «FHM» и других.
Дебютировала на телевидении в 2008 году. В первые годы кинокарьеры снималась преимущественно в эпизодах различных американских телесериалов. С 2012 по 2013 год снималась в сериале «Недоуспешные». В 2013 году сыграла главную роль в фильме ужасов «Дом пыли». В 2014 году снялась в сериале «Преступные связи». В 2015 году сыграла в сериале «Последний корабль» и фильме «Последний охотник на ведьм». В 2017—2018 годах снималась в сериале «Самозванцы».
В 2018 году получила премию «Women’s Image Network Awards» в категории «Лучшая актриса драматического сериала».
В 2019 году сыграла роль Евы в сериале «Люцифер», впоследствии повторив её в двух последующих сезонах.

### Личная жизнь
С августа 2021 года Инбар замужем за израильтянином Даном Бар Широй. Они проживают в Лос-Анджелесе.

## Фильмография
| Год       |     | Русское название                  | Оригинальное название          | Роль                  |
| --------- | --- | --------------------------------- | ------------------------------ | --------------------- |
| 2008      | кор | Синоним                           | Synonymous                     | Шалев                 |
| 2008      | с   | Избалованные                      | Privileged                     | Фиона                 |
| 2009      | с   | Ищейка                            | The Closer                     | Ванесса Алмассиан     |
| 2009      | с   | Красавцы                          | Entourage                      | Сэйди                 |
| 2009      | с   | Говорящая с призраками            | Ghost Whisperer                | Брианна               |
| 2009      | с   | Мыслить как преступник            | Criminal Minds                 | Джина Кинг            |
| 2009      | с   | Столкновение                      | Crash                          | Сидни                 |
| 2010      | с   | C.S.I.: Место преступления Майами | CSI: Miami                     | Майя Фару             |
| 2010      | с   | В простом виде                    | In Plain Sight                 | Флора Монтеро         |
| 2010      | ф   | Сказки о древней империи          | Tales of an Ancient Empire     | Элана                 |
| 2011      | в   | Короли улиц 2                     | Street Kings 2: Motor City     | Лейла Салливан        |
| 2011      | ф   | Заполучить ту девушку             | Getting That Girl              | Дженна Джеффрис       |
| 2011      | с   | Ангелы Чарли                      | Charlie's Angels               | Доминик Берри         |
| 2011      | ф   | Подземелье                        | Underground                    | Лилит                 |
| 2012      | тф  | Иммигранты                        | Immigrants                     | Мири                  |
| 2012      | ф   | Деньги: Американская мечта        | For the Love of Money          | Талия                 |
| 2012      | с   | C.S.I.: Место преступления        | CSI: Crime Scene Investigation | Честити               |
| 2012—2013 | с   | Недоуспешные                      | Underemployed                  | Ревива                |
| 2013      | ф   | Дом пыли                          | House of Dust                  | Эмма                  |
| 2014      | с   | Преступные связи                  | Gang Related                   | Вероника «Ви» Дотсен  |
| 2014      | с   | Сыны анархии                      | Sons of Anarchy                | Уинсом                |
| 2015      | с   | Касл                              | Castle                         | Фарра Дарваца         |
| 2015      | с   | Последний корабль                 | The Last Ship                  | лейтенант Равит Бивас |
| 2015      | ф   | Последний охотник на ведьм        | The Last Witch Hunter          | Соня                  |
| 2017      | с   | Побег                             | Prison Break                   | Шиба                  |
| 2017—2018 | с   | Самозванцы                        | Imposters                      | Мэдди                 |
| 2018      | ф   | Соболезную вашей утрате           | Sorry for Your Loss            | Лори                  |
| 2019—2021 | с   | Люцифер                           | Lucifer                        | Ева                   |
| 2020      | с   | Стамптаун                         | Stumptown                      | Макс                  |
| 2021      | тф  | Восемь подарков на Хануку         | Eight Gifts of Hanukkah        | Сара                  |
| 2022      | с   | Фауда                             | Fauda                          | Шани Руссо            |